# Liste der polnischen Botschafter in Kuba
Die Botschaft befindet sich in der Calle G n° 452 an der Kreuzung mit der 19 Calle in Vedado.
| Ernannt       | Name                            | Bemerkungen | ernannt während der Regierung von | akkreditiert während der Regierung von | Posten verlassen |
| ------------- | ------------------------------- | --- | --------------------------------- | -------------------------------------- | ---------------- |
| 1942          | Roman Dębicki                   | Ministre plénipotentiaire auch bei Rafael Leónidas Trujillo Molina in Santo Domingo und Élie Lescot in Port-au-Prince ab 1946 Geschäftsträger der polnischen Regierung im Exil | Władysław Raczkiewicz             | Fulgencio Batista                      | 1959             |
| 31. Juli 1960 | Wiktor Lerczak                  | Geschäftsträger | Aleksander Zawadzki               | Osvaldo Dorticós Torrado               |                  |
| 31. Aug. 1960 | Bolesław Jeleń                  | | Aleksander Zawadzki               | Osvaldo Dorticós Torrado               |                  |
| 15. Apr. 1964 | Tadeusz Strzałkowski            | | Edward Ochab                      | Osvaldo Dorticós Torrado               |                  |
| 9. März 1970  | Józef Klasa                     | | Marian Spychalski                 | Osvaldo Dorticós Torrado               | 1971             |
| 24. Mai 1971  | Marian Renke                    | | Józef Cyrankiewicz                | Osvaldo Dorticós Torrado               | 1976             |
| 15. Juli 1976 | Ryszard Majchrzak               | | Henryk Jabłoński                  | Fidel Castro                           | 1980             |
| 1982          | Stanisław Jarząbek              | | Henryk Jabłoński                  | Fidel Castro                           | 1985             |
| 1985          | Czesław Dęga                    | | Wojciech Jaruzelski               | Fidel Castro                           | 1989             |
| 1989          | Wojciech Barański               | | Wojciech Jaruzelski               | Fidel Castro                           | 1991             |
| 2001          | Krzysztof Turowski              | [ 1 ] | Aleksander Kwaśniewski            | Fidel Castro                           | 2005             |
| 2007          | Marzenna Adamczyk               | | Lech Kaczyński                    | Fidel Castro                           | 2010             |
| 9. Feb. 2011  | Małgorzata Galińska-Tomaszewska | [ 2 ] | Bronisław Komorowski              | Raúl Castro                            | 2015             |
| 12. Mar. 2015 | Anna Pieńkosz                   | | Bronisław Komorowski              | Raúl Castro                            | 2020             |
| 2023          | Joanna Kozińska-Frybes          | |                                   |                                        |                  |